# Акаси (город)
Ака́си (яп. 明石市 Акаси-си) — центральный город в Японии, находящийся в префектуре Хиого. Площадь города составляет 49,25 км², население — 291 318 человек (1 августа 2014), плотность населения — 5915,09 чел./км².

## Географическое положение
Город расположен на острове Хонсю в префектуре Хиого региона Кинки. С ним граничат города Кобе, Какогава и посёлки Инами, Харима.

## Население
Население города составляет 291 318 человек (1 августа 2014), а плотность — 5915,09 чел./км². Изменение численности населения с 1980 по 2005 годы:
| 1980 | 254 869 чел. |  |
| 1985 | 263 363 чел. |  |
| 1990 | 270 722 чел. |  |
| 1995 | 287 606 чел. |  |
| 2000 | 293 117 чел. |  |
| 2005 | 291 027 чел. |  |

## Символика
Деревом города считается Osmanthus fragrans, цветком — хризантема.